# Böheimkirchen
Böheimkirchen est une commune autrichienne du district de Sankt Pölten-Land en Basse-Autriche, située à environ 75 km à l'ouest de Vienne, la capitale.

## Histoire
Un timbre représente le millénaire de la commune en 1985:
http://www.stampsoftheworld.co.uk/wiki/Austria_1985_B%C3%B6heimkirchen_Millenary

## Personnalités liées à la commune
- Christoph Klarer (2000-), footballeur né à Böheimkirchen.